# Proarctacarus johnstoni
Proarctacarus johnstoni là một loài bọ ve trong họ Arctacaridae.